# 34552 Belousova
34552 Belousova este o planetă minoră (asteroid), cu un diametru de 8,609 km, din centura de asteroizi. A fost descoperită pe 24 septembrie 2000 la Experimental Test Site⁠(d) de Lincoln Near-Earth Asteroid Research. 
Obiectul prezintă o orbită caracterizată de o semiaxă mare de 3,0929599 UAi, o excentricitate de 0,01, o înclinație de 1,84742 ° în raport cu ecliptica.